# دوک‌نشین ورشو
دوک‌نشین ورشو (لهستانی:Księstwo Warszawskie ؛فرانسوی:Duché de Varsovie ؛آلمانی:Herzogtum Warschau ؛روسی:Варшавское герцогство) ایالتی لهستانی بود که در سال ۱۸۰۷ میلادی توسط ناپلئون اول، امپراتور فرانسه، پس از پیمان تیلسیت در سرزمین‌هایی که از پادشاهی پروس گرفته شده بود، تشکیل شد. فرمانروایی این دوک‌نشین به فریدریش آگوست یکم، پادشاه ساکسونی و متحد ناپلئون، داده شد اما پس از هجوم ناموفق ناپلئون به روسیه، این دوک‌نشین تا سال ۱۸۱۵ به‌طور کامل توسط روس‌ها و پروسی‌ها فتح شد و پس از کنگرهٔ وین، میان این دو کشور تقسیم گشت.